# Гай Ауфидий Марцел
Гай Ауфидий Марцел (на латински: Gaius Aufidius Marcellus) e политик и сенатор на Римската империя през 3 век.

## Биография
Произлиза от фамилията Ауфидии или Алфидии. Баща му е сенатор Офидий Коресний Марцел от Sagalassos в Памфилия.
През 205 г. Марцел става суфектконсул, след това между 219 и 222 г. е проконсул на Азия. През 226 г. Марцел е редовен консул заедно с император Александър Север.